# 开普勒5
开普勒5，是一颗位于天鹅座的類太陽恆星。這顆恆星是由开普勒太空望远镜發現的。开普勒太空望远镜於2010年发现开普勒5擁有一颗行星开普勒5b。這個發現是於2010年1月4日被公佈的。

## 命名和歷史

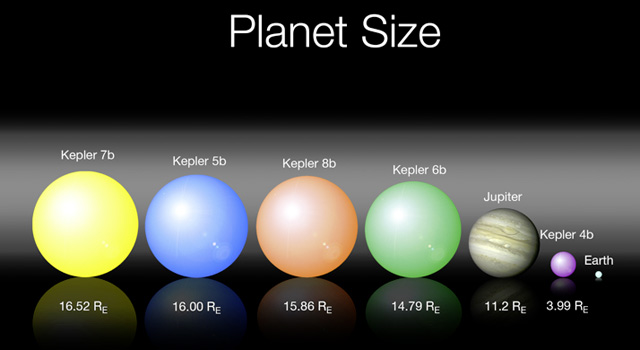
开普勒太空望远镜發現的首五個系外行星的大小比較，其中开普勒5b為藍色球體。

开普勒4是开普勒太空望远镜發現的第五顆恆星，因此得名「开普勒5」。值得注意的是，首三個被开普勒太空望远镜發現的恆星（开普勒1、开普勒2、开普勒3）皆已被其他天文學家搶先發現，所以开普勒5是第二個被开普勒太空望远镜首次發現的恆星。美國航空航天局於2010年1月4日，在華盛頓哥倫比亞特區美國天文學會第215次會議中，宣佈他們發現了开普勒4、开普勒5、开普勒6、开普勒7和开普勒8。在被公佈的行星中，开普勒5b是體積第二大的行星，以及質量第一大的行星。
在开普勒太空望远镜發現了开普勒5b後，天文學家們又在夏威夷冒纳凯阿火山凱克天文台、得克薩斯州麦克唐纳天文台、亞利桑那州多镜面望远镜、WIYN天文台、弗雷德·勞倫斯·惠普爾天文台、加利福尼亞州帕洛马山天文台、利克天文台和加那利群島穆查丘斯罗克天文台驗證這個發現。

## 恆星狀況
开普勒5是一顆類太陽恆星。其質量為太陽質量的1.374 ± 0.056倍，而半徑則為太陽半徑的1.793 ± 0.053倍。這代表开普勒7比太陽重37%，並且比太陽闊79%。這顆星的估計年齡為30 ± 6億年。這顆星的估計金屬量為[Fe/H] = 0.04 ± 0.06，比太陽的金屬豐度多，因此很有可能擁有行星。而有效溫度則為6297 ± 60 K。相比而言，太陽的年齡為45.7億年，有效溫度僅為5778 K，金屬量為[Fe/H] = 0.0122。
开普勒5的視星等為13.4，代表人類肉眼是看不見這顆星的，必須以望遠鏡觀測。

## 行星系統

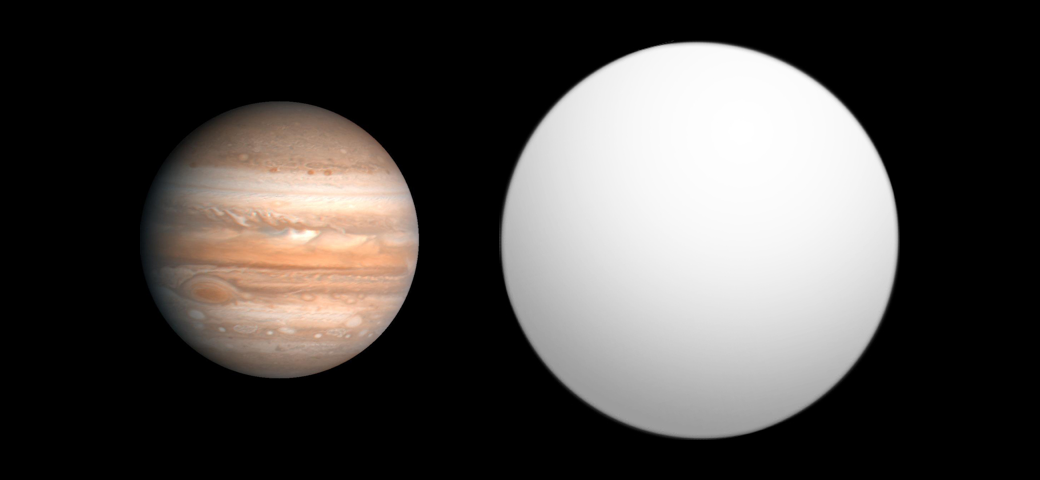
开普勒5b（右）與木星（左）的大小比較

於2010年，开普勒太空望远镜发现它的一颗行星开普勒5b。
开普勒5b的質量為木星質量的2.114倍，半徑為木星半徑的1.431倍。其半長軸長0.05064 AU，軌道周期為3.5485天，因此是一個熱木星。這個距離為水星半長軸的13%（水星的半長軸長0.3871 AU）。這顯示开普勒4b是一個熱海王星。开普勒4b的軌道離心率被假設為0。其表面溫度達1930 ± 100 K，比木星的表面溫度（175 K）要高得多。
| 成員 (依恆星距離) | 质量     | 半長軸 (AU) | 轨道周期 (天) | 離心率 | 傾角 | 半径     |
| ----------------- | -------- | ----------- | ------------- | ------ | ---- | -------- |
| b                 | 2.114 MJ | 0.05064     | 3.5485        | 0      | —    | 1.431 RJ |